# Chaetarcturus bathybialis
Chaetarcturus bathybialis là một loài chân đều trong họ Antarcturidae. Loài này được Birstein miêu tả khoa học năm 1963.